# Crying Nut
Crying Nut (en coreano: 크라잉넛) es una banda surcoreana de rock formada en 1993 en la capital de Seúl, Corea del Sur. El grupo es considerado como "los padres del punk surcoreano", debido al legado mismo en su país natal. Las canciones del grupo son cantadas en su idioma natal, el coreano.
A lo largo de su trayectoria llevan 7 álbumes de estudio sacados, su álbum debut "Speed Up Losers" de 1998, es considerado uno de los mejores álbumes del grupo.
Han compartido escenario y teloneado a lado de grupos como: The Geeks, Galaxy Express, No Brain, entre otros, y han hecho varias presentaciones en festivales internacionales como SXSW, Fuji Rock Festival en Japón, entre otros festivales independientes.
Crying Nut es considerado entre muchos oyentes un fenómeno de culto, en Corea del Sur, Asia y Europa.

## Integrantes

### Formación actual
- Park Yoon-Sik - vocalista, guitarra
- Lee Sang-Myeon - guitarra
- Lee Sang-Hyeok - batería
- Han Kyung-Rock - bajo
- Kim In-Soo - teclados, acordeón

## Discografía

### Álbumes de estudio
- 1998: "Speed Up Losers" (KM Culture)
- 1999: "Circus Magic Clowns" (KM Culture)
- 2001: "Poor Hand Love Song" (KM Culture)
- 2002: "The Secondhand Radio" (KM Culture)
- 2006: "Milk Cattle at the OK Corral" (Blue Cord)
- 2009: "Uncomfortable Party" (Drug Records, LOEN Entertainment)
- 2013: "Flaming Nuts" (Drug Records, LOEN Entertainment)
- 2018: "Remodeling" (Mirrorball Music)

### EP
- 2006: "The Hero"
- 2009: "Nexen Heroes"
- 2011: "Naughty Boy" (en colaboración con Galaxy Express)
- 2014: "96-Crying Nut" (en colaboración con No Brain)

### Recopilaciones
- 1997: "NIRVANA Tribute - Smells Like Nirvana" (tributo a Nirvana)
- 1999: "Open the Door"
- 1999: "Cho-Sun Punk"
- 2001: "Hee-RO-A-Ruk"
- 2001: "Deul-Gook-Hwa"
- 2002: "The Red Devil"
- 2003: "Crying Nut Best Wild Wild Live"
- 2003: "Wild Wild Live"
- 2005: "Korean Independence 60th anniversary Album"
- 2006: "I LOVE FOOTBALL - The World Famous FootBall Song Collection"
- 2008: "Sex Pistols Tribute - No Puture for You" (tributo a Sex Pistols)
- 2010: "Diary of Drifting 15 years -15th Anniversary Live Concert"
- 2010: "The Shouts Of Reds. United Korea"
- 2011: "Reborn Sanulrim"
- 2015: "Indie 20"